# Wola Justowska

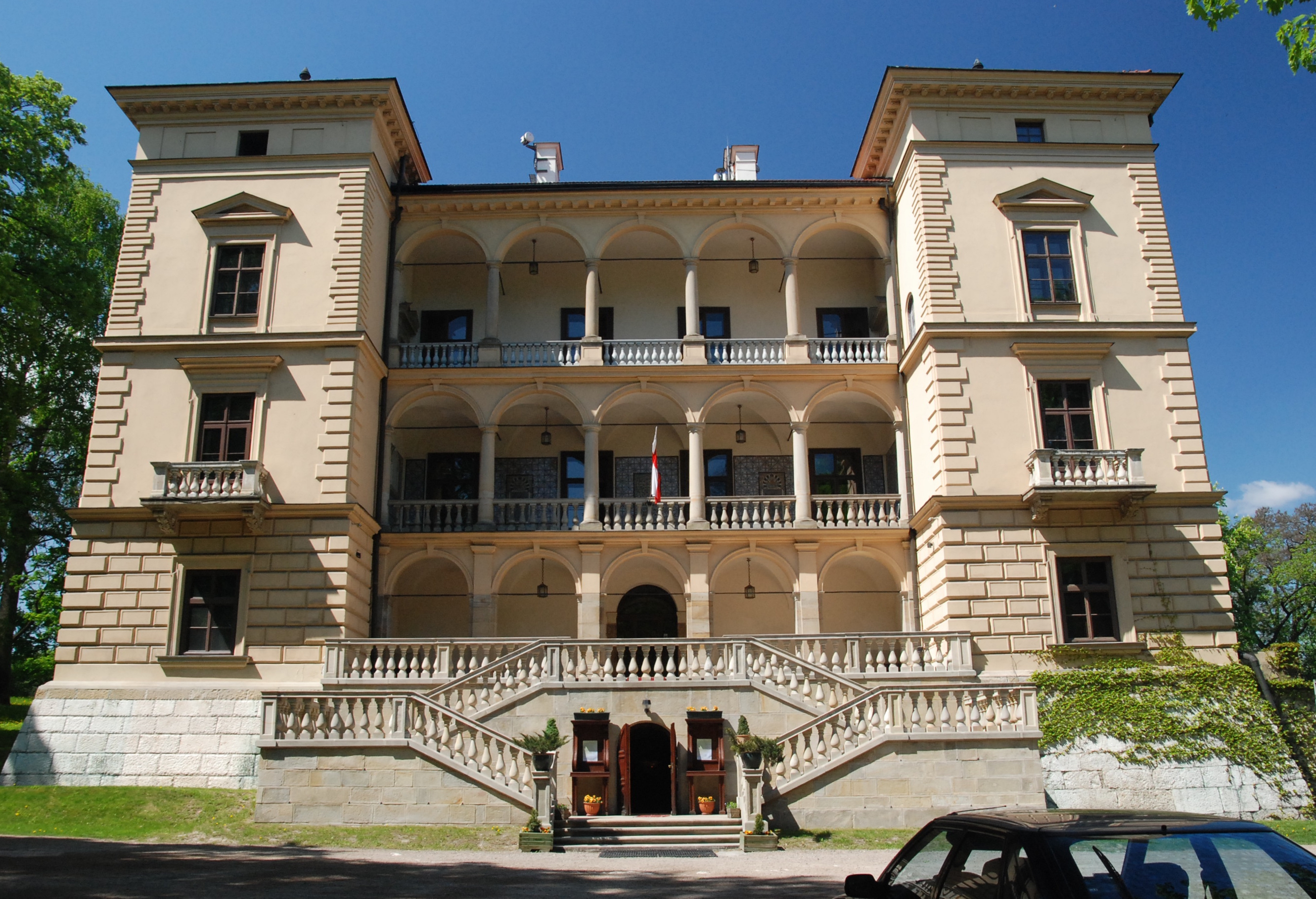
Villa Decius

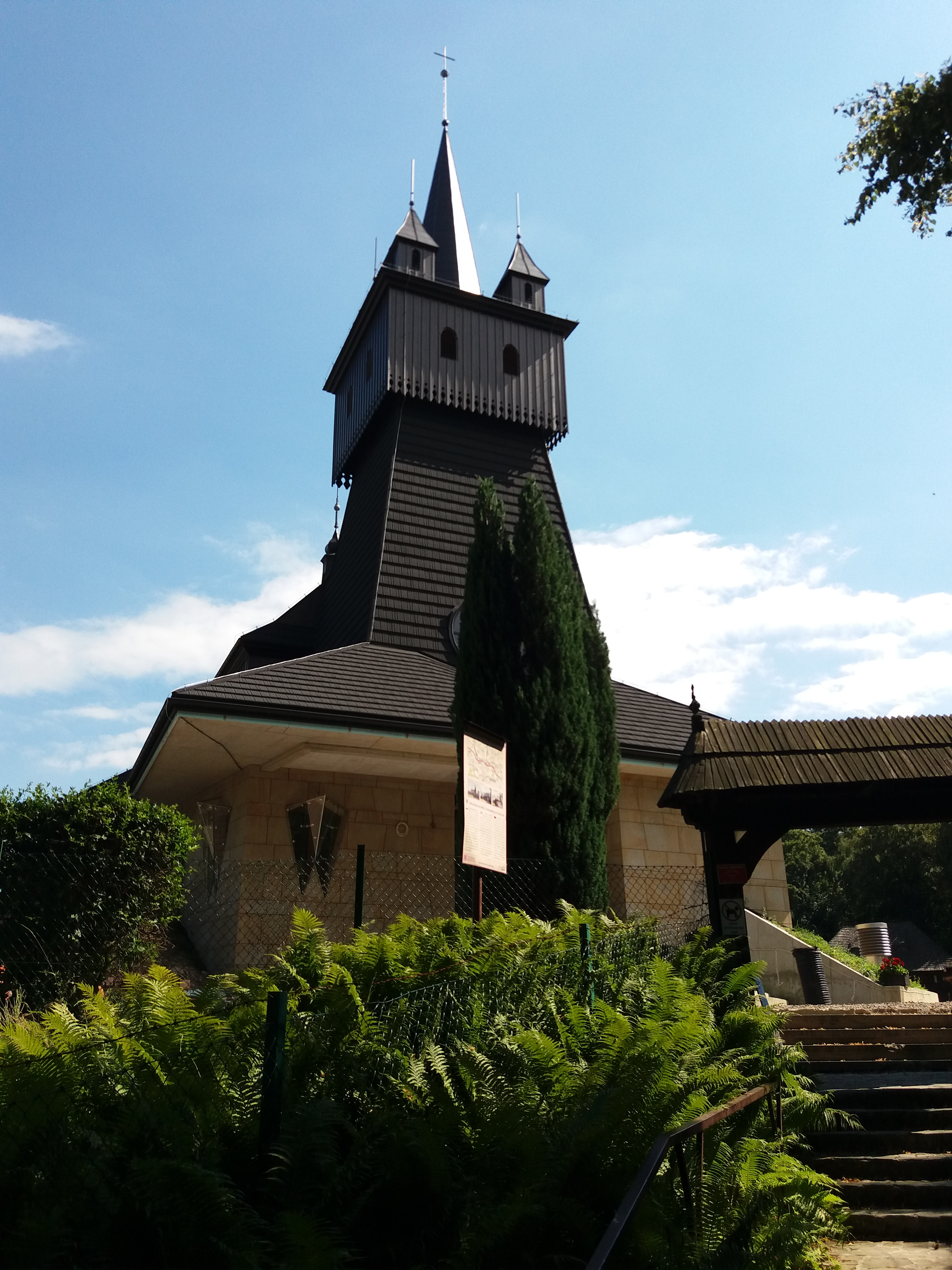
Holzkirche

Wola Justowska ist ein ehemaliges Dorf im Verwaltungsbezirk Zwierzyniec im westlichen Teil von Krakau in Polen.

## Geschichte
Im Jahr 1528 kaufte Jost Ludwig Dietz das Dorf Wola Chełmska, das später nach ihm umbenannt wurde. In den Jahren von 1530 bis 1540 errichtete er eine Renaissance-Villa, bis heute die größte Sehenswürdigkeit im Dorf.
Bei der dritten Teilung Polens wurde es 1795 Teil des habsburgischen Kaiserreichs. In den Jahren 1815–1846 gehörte das Dorf zur Republik Krakau, 1846 wurde es als Teil des kurzlebigen Großherzogtums Krakau in die Länder des Kaisertums Österreich annektiert. Ab dem Jahr 1855 gehörte es zum Bezirk Krakau.
Im Jahr 1900 hatte die Gemeinde Wola Justowska 223 Hektar Fläche, 51 Häuser mit 668 Einwohnern, davon 297 im Militär, die Mehrheit war polnischsprachig (484) und römisch-katholisch (607).
Das Dorf wurde im Jahr 1941 von den deutschen Besatzern nach Krakau eingemeindet.